# Kalmar stads hembygdsförening
Kalmar stads hembygdsförening  bildades 1980. Riksdagsmannen Lars Schött var en av initiativtagarna och dess förste ordförande. Medlemsantalet ligger ganska konstant runt 550. 
Föreningen arbetar med att dokumentera livet och verksamheten i staden från förr till nu. Det sker genom att samla på bilder, fotografier, kartor, böcker, berättelser, videoupptagningar och annat som kan bidra till att visa hur det har varit. Föreningen har regelbundna temadagar, studiecirklar, hembygdsresor, stadsvandringar och har givit ut ett antal publikationer. Ett stort arbete pågår med att göra en uppslagsbok om allt av intresse genom tiderna i Kalmar kommun.